# World of Horror
World of Horror (恐怖の世界 Kyōfu no Sekai?) es un videojuego de rol con un estilo 1-bit pixel art inspirado en las obras de H.P. Lovecraft y Junji Ito. El juego fue creado por el desarrollador polaco Paweł Koźmiński y publicado por Ysbryd Games. Se lanzó en acceso anticipado el 20 de febrero de 2020 a través de Steam, GOG.com y Microsoft Store. El juego completo se lanzó el 19 de octubre de 2023 para macOS y Windows. Fue lanzado el 26 de octubre para Nintendo Switch, PlayStation 4 y PlayStation 5.
El juego tiene lugar en el año "198X" en una versión ficticia de  Shiokawa, Japón. El jugador debe explorar varios lugares y luchar contra criaturas de otro mundo para detener un apocalipsis que se avecina.

## Jugabilidad
World of Horror presenta combates por turnos donde el jugador pone en cola acciones y ataques para usarlos contra criaturas hostiles, muchos de los cuales están basados en criaturas del manga de terror japonés o leyendas urbanas, como Kuchisake-onna. El juego también incorpora elementos de juego de aventuras y roguelike a través de sus mecánicas de exploración y resolución de acertijos.

## Desarrollo
El desarrollador del juego, Paweł Koźmiński (también conocido como Panstasz), trabajó en el juego a tiempo parcial entre su trabajo como dentista. Todo el arte del juego fue diseñado usando MS Paint, con escritura adicional proporcionada por la autora Cassandra Khaw. La música del juego fue compuesta por ArcOfDream y Qwesta. Se ha expresado interés en un lanzamiento de consola desde 2020, y se reveló una fecha de lanzamiento durante el Indie World Showcase de Nintendo en noviembre de 2022.

## Recepción

### Versión de acceso anticipado
Jordan Devore de Destructoid calificó el juego como "un regalo poco común" y elogió su formato modular, así como su "espeluznante banda sonora chiptune y la creciente tensión durante una carrera larga y reñida", pero también criticó su combate por volverse tedioso durante largas sesiones. Jenna Stoeber de Polygon calificó el horror del juego como "atractivo", aunque criticó las imágenes como "mixtas" y calificó la navegación por la interfaz como "frustrante". Lane Martin de CGMagazine dijo que "golpea la esencia misma de lo que puede ser verdaderamente aterrador".

### Versión de lanzamiento final
Según Metacritic, World of Horror actualmente tiene "críticas generalmente favorables". Kerry Brunskill de PC Gamer lo llamó "uno de Los mejores juegos de terror del año". Zoey Handley de Destructoid elogió su enfoque creativo.